# آموس جي. كامينغز
آموس جي. كامينغز هو سياسي أمريكي، ولد في 15 مايو 1838 في كونكلين في الولايات المتحدة، وتوفي في 2 مايو 1902 في بالتيمور في الولايات المتحدة. نشط حزبياً في الحزب الديمقراطي. وقد انتخب عضو مجلس النواب الأمريكي ‏.